# Hélia Souza
Hélia Rogério de Souza, znana jako Fofão (ur. 10 marca 1970 w São Paulo) – brazylijska siatkarka występująca na pozycji rozgrywającej, wielokrotna reprezentantka kraju. Wraz z reprezentacją dwukrotnie zdobyła srebrny medal na mistrzostwach świata w 1994 i 2006 roku. Największy sukces z drużyną Brazylii odniosła w 2008 roku – zdobyła mistrzostwo olimpijskie.

## Kluby
- 1985–1987  Pão de Açúcar E.C.
- 1988–1990  Pão de Açúcar/Paineiras E.C.
- 1990–1991  Colgate Sao Caetano
- 1991–1992  Minas Tenis Clube
- 1992–1993  L'Acqua di Fiori Minas
- 1993–1995  BCN Osasco San Paolo
- 1995–1996  BCN Minas
- 1996–1997  BCN Osasco
- 1997–1998  Dayvit
- 1998–1999  Leites Nestlé
- 1999–2000  Flamengo Rio De Janeiro
- 2000–2004  Rexona Curitiba
- 2004–2007  Despar Sirio Perugia
- 2007–2008  CAV Murcia 2005
- 2008–2010  São Caetano Esporte Clube
- 2010–2011  Fenerbahçe SK
- 2012–2015  Rexona Ades Rio de Janeiro

## Osiągnięcia klubowe
Mistrzostwo Włoch:
- 2005, 2007

Puchar Włoch:
- 2005, 2007

Puchar CEV:
- 2005, 2007

Liga Mistrzyń:
- 2006

Superpuchar Hiszpanii:
- 2007

Puchar Królowej:
- 2007

Mistrzostwo Hiszpanii:
- 2008

Superpuchar Turcji:
- 2010

Klubowe Mistrzostwa Świata:
- 2010

Mistrzostwo Turcji:
- 2011

Mistrzostwo Brazylii:
- 2013, 2014, 2015

Klubowe Mistrzostwa Ameryki Południowej:
- 2013, 2015

Klubowe Mistrzostwa Świata:
- 2013

## Osiągnięcia reprezentacyjne
- Brązowy medal igrzysk olimpijskich − (1996, 2000)
- Wicemistrzostwo świata − (1994, 2006)
- Grand Prix - (1993, 1994, 1996, 1998, 2004, 2006, 2008)
- Volley Masters Montreux − (1994, 1995, 2005, 2006)
- Złoty medal igrzysk olimpijskich − (2008)

## Nagrody indywidualne
- 1999 - Najlepsza rozgrywająca World Grand Prix
- 2000 - Najlepsza rozgrywająca World Grand Prix
- 2006 - Najlepsza rozgrywająca Ligi Mistrzyń
- 2007 - Najlepsza rozgrywająca Mistrzostw Ameryki Południowej
- 2007 - Najlepsza rozgrywająca Pucharu Świata
- 2008 - Najlepsza rozgrywająca Ligi Mistrzyń
- 2008 - Najlepsza rozgrywająca Igrzysk Olimpijskich